# كارل هاينز ماي
كارل هاينز ماي (بالألمانية: Karl Heinz Mai)‏ (و. 1920 – 1964 م) هو مصور ألماني، ولد في لايبزيغ، توفي عن عمر يناهز 44 عاماً.